# Alicia Coutts
Alicia Coutts (ur. 14 września 1987 w Brisbane) – australijska pływaczka, medalistka mistrzostw świata.
W 2010 r. została wybrana najlepszą pływaczką Australii i Oceanii.

## Wyróżnienia
- 2010: najlepsza pływaczka w Azji i Oceanii
- 2012: najlepsza sportsmenka roku w Australii